# Santa Cruz Balanyá
Santa Cruz Balanyá är en kommunhuvudort i Guatemala.   Den ligger i kommunen Municipio de Santa Cruz Balanyá och departementet Departamento de Chimaltenango, i den sydvästra delen av landet, 40 km väster om huvudstaden Guatemala City. Santa Cruz Balanyá ligger 2 062 meter över havet och antalet invånare är 7 825.
Terrängen runt Santa Cruz Balanyá är lite kuperad. Runt Santa Cruz Balanyá är det tätbefolkat, med 356 invånare per kvadratkilometer. Närmaste större samhälle är Chimaltenango, 10,7 km öster om Santa Cruz Balanyá. I omgivningarna runt Santa Cruz Balanyá växer huvudsakligen savannskog.